# せかいのおきく
『せかいのおきく』は、2023年4月28日公開の日本映画。監督は阪本順治、主演は黒木華。

## 概要
幕府が外国から開国を迫られていた激動の江戸末期を舞台に、つらい現実を懸命に生きながら、ふん尿は肥料として農村に売り、循環型社会を支えた下肥買いの若者らの青春を描いた物語。
阪本順治にとって本作は30作目にして初めてのオリジナル脚本による時代劇作品となる。
2023年2月1日、第52回ロッテルダム国際映画祭のビッグスクリーンコンペティション部門でワールドプレミアとして上映された。
映画の美術セットや小道具、衣装などは通常新しく作り、撮影後はゴミとして捨てられる事が多いが、江戸の循環型社会を描いている本作では「3R（リデュース・リユース・リサイクル）」映画として、新しいものは一切使用せずに古材を使用し、衣装も仕立て直したものが使用され、撮影終了後も次の作品で使えるよう保管されている。

## あらすじ
幕末の動乱が続く安政5年(1858年)の江戸。武家育ちの娘・おきく（黒木華）は現在は浪人の身となった父・源兵衛（佐藤浩市）と二人で貧しい長屋に暮らし、寺子屋で子供たちに読み書きを教えている。初夏のある日、土砂降りの雨宿り中に、おきくは紙屑買いの中次（寛一郎）と、厠の糞便を買う汚穢(おわい)屋の矢亮（池松壮亮）という二人の青年と出会う。可憐なおきくが気になる矢亮と中次。勝ち気で弁の立つおきくは二人を追い払ったが、実はおきくは、たまに見かける中次が気になる様子だった。
紙屑を買って問屋に売るよりは金になりそうな矢亮の汚穢屋を手伝い、江戸で集めた糞尿を農家に売る仕事を始める中次。おきくの住む長屋も担当して、飄々とした父の源兵衛とも顔見知りになった。そんな時、昔の同僚の武士から果たし状を受け取る源兵衛。ある事件で藩を追われて浪人した源兵衛は、深い恨みを買っていたのだ。
約束の日に、おきくに黙って家を出た源兵衛は、厠で出会った中次に“せかい”という言葉を知っているかと尋ねた。惚れた相手には、世界で一番好きだと言えと教えて出かけて行く源兵衛。父が帯刀して出たことで事情を察したおきくも懐剣を掴んで後を追ったが、親子とも武士たちの手にかかってしまった。源兵衛は絶命し、おきくは一命を取り留めたが、喉を切られたおきくは声を出す事ができなくなった。
傷が癒えても家に閉じ籠もるおきくを気遣う中次や長屋の人々。寺子屋の子供たちに、また文字を教えて欲しいと懇願されたおきくは、ようやく復帰を決意した。そんなおきくに、授業に必要な手本の文字を書く半紙の束を贈る中次。矢亮と共に汚穢屋の仕事をしながら中次は、文字を覚えてこの仕事から脱出したいと夢を語った。
ある冬の朝、長屋で中次と出会ったおきくは、中次が痩せたことが心配で、握り飯を作って後を追った。だが、荷車の男とぶつかって握り飯は轢かれてしまった。潰れた握り飯を持って、遠い中次の長屋を尋ね当てたおきくは、身振り手振りで握り飯をあげたかったと訴えた。おきくの愛情を理解したものの、自分の気持ちを言葉にできない中次は、不器用な身振りで「世界で一番好き」を表現し続けた。苦戦する中次を抱きしめるおきく。
おきくの寺子屋で学び始めた中次は「せかい」の文字を知り、そんな二人を見て矢亮は、「青春だなぁ」とつぶやいた。

## キャスト
- 松村きく - 黒木華
- 中次 - 寛一郎
- 矢亮 - 池松壮亮
- 孝順 - 眞木蔵人
- 松村源兵衛 - 佐藤浩市
- 孫七 - 石橋蓮司

## スタッフ
- 監督・脚本 - 阪本順治
- 製作 - 近藤純代
- 企画・プロデューサー・美術 - 原田満生
- 撮影 - 笠松則通
- 照明 - 杉本崇
- 録音 - 志満順一
- 美術プロデューサー - 堀明元紀
- 装飾 - 極並浩史
- 小道具 - 井上充
- 衣装 - 大塚満
- 床山・メイク - 山下みどり
- 結髪 - 松浦真理
- VFX - 西尾健太郎
- 編集 - 早野亮
- 音楽 - 安川午朗
- 音楽プロデューサー - 津島玄一
- マリン統括ディレクター - 中村勝
- 助監督 - 小野寺昭洋
- ラインプロデューサー - 松田憲一良
- バイオエコノミー監修 - 藤島義之、五十嵐圭日子

## 受賞
- 第78回毎日映画コンクール 日本映画大賞[5]
- 第97回キネマ旬報ベスト・テン[6]
  - 日本映画ベスト・ワン
  - 脚本賞（阪本順治）
- 第74回芸術選奨新人賞
  - 映画部門（池松壮亮、『白鍵と黒鍵の間に』『シン・仮面ライダー』ほかと合わせた実績により）[7][8]

## 関連商品
- 日本シナリオ作家協会・編『'23年鑑代表シナリオ集』協同組合日本シナリオ作家協会、2024年7月31日発行、ISBN 978-4-907881-14-6 - シナリオを収録[9]。